# Huzihiro Araki
Huzihiro Araki (荒木 不二洋, Araki Fujihiro; 28 de julho de 1932) é um matemático japonês.
Obteve um doutorado em 1960 na Universidade de Princeton, orientado por Rudolf Haag e Arthur Wightman, com a tese Hamiltonian formalism and canonical commutation relations in quantum field theory.
Em 1979 foi o segundo presidente da Associação Internacional de Física Matemática. Recebeu o Prêmio Henri Poincaré de 2003, juntamente com Oded Schramm e Elliott Lieb. Em 1990 foi organizador principal do Congresso Internacional de Matemáticos em Quioto. Foi palestrante do Congresso Internacional de Matemáticos em Nice (1970: Some topics in the theory of operator algebras) e em Helsinque (1978: Some topics in quantum statistical mechanics). É fellow da American Mathematical Society.

## Publicações selecionadas
- Mathematical theory of quantum fields. 1999. Neuaufl. Oxford University Press, Oxford 2009, ISBN 978-0-19-956640-2.